# Belaruskali
Belaruskali (Беларуськалі) je běloruský státem vlastněný koncern na výrobu umělých hnojiv. Sídlí ve městě Salihorsk.
Ložiska draselných solí byla jižně od Minska objevena v roce 1949. V roce 1958 bylo rozhodnuto o jejich komerčním využívání a v roce 1963 bylo pro těžaře založeno město Salihorsk. V roce 1967 byla ve zdejší továrně vyrobena první hnojiva.  
Společnost je se 17 000 pracovníky jedním z největších zaměstnavatelů v zemi a také jedním z největších plátců daní. Vyrábí zhruba pětinu světové produkce draselných hnojiv. Hlavním odběratelem je Čínská lidová republika.
V srpnu 2020 vstoupila část zaměstnanců do stávky na protest proti režimu Alexandra Lukašenka. Stávka byla potlačena a čtyři hlavní organizátoři skončili ve vězení.
Hospodářské sankce proti Bělorusku, které byly navrženy jako reakce na únos opozičního aktivisty Ramana Prataseviče, jsou směřovány hlavně proti podniku Belaruskali jako hlavnímu pilíři běloruského exportu.